# Juego Dominó
Juego Dominó es un videojuego de dominó desarrollado y publicado por Daini Software para MS-DOS y Windows. Fue lanzado por primera vez en 1983 para MS-DOS y más tarde en 2002 para Windows.

## Jugabilidad
Juego Dominó permite jugar online al dominó con jugadores de todo el mundo, o contra tu ordenador con cuatro niveles diferentes de dificultad. Este juego permite la posibilidad de jugar online y chatear con tus oponentes, la configuración. También ofrece muchas herramientas de ayuda para usuarios principiantes o intermedios con las que se puede revisar los movimientos de la partida, analizar las probabilidades de quién puede tener una ficha en concreto, marcar las fichas para saber qué jugador ha puesto y cuando, etc. Para los jugadores de alto nivel también existe la opción de repasar las jugadas de la partida cuando haya acabado. Se puede jugar según los reglamentos del Dominó Latino y Dominó Internacional, y personalizar las opciones del juego. También se puede configurar ampliamente las opciones del chat y hacer grupos de amigos, bloquear mensajes, etc. Se puede acceder a Mesas Didácticas Interactivas por másters del dominó para convertirse en un buen jugador y, entonces, presentarse a torneos online a través del mismo juego. Se puede crear un perfil personal detallado y observar el de los oponentes y amigos, con los que además se pueden comunicar a través de un servicio de correo interno.